# Calyptranthes widgreniana
Calyptranthes widgreniana är en myrtenväxtart som beskrevs av Otto Karl Berg. Calyptranthes widgreniana ingår i släktet Calyptranthes och familjen myrtenväxter. Inga underarter finns listade i Catalogue of Life.